# Aseptis paviae
Aseptis paviae là một loài bướm đêm trong họ Noctuidae.